# عبد السلام الشريحي
معد ومقدم برامج يمني في قناة السعيدة الفضائية منذ العام 2009 و من أبرز برامجه التلفزيونية برنامج «قضاياكم» و لد بمحافظة تعز في 6 يناير 1983 تلقى العديد من الدورات التدريبية في مركز الجزيرة للتدريب التابع لقناة الجزيرة بقطر. للإعلامي عبد السلام الشريحي اهتمامات أدبية فينشر قصائد شعرية في بعض الصحف المحلية كما صدرت له رواية "داليا" 